# 諾布島
諾布島（英語：Nob Island）是南極洲的島嶼，位於威廉群島中阿納格拉姆群島的一部分，處於弗倫奇海峽南部，由英國南極名稱諮詢委員會命名，現時由南極條約體系管理。